# Paviljoenshof

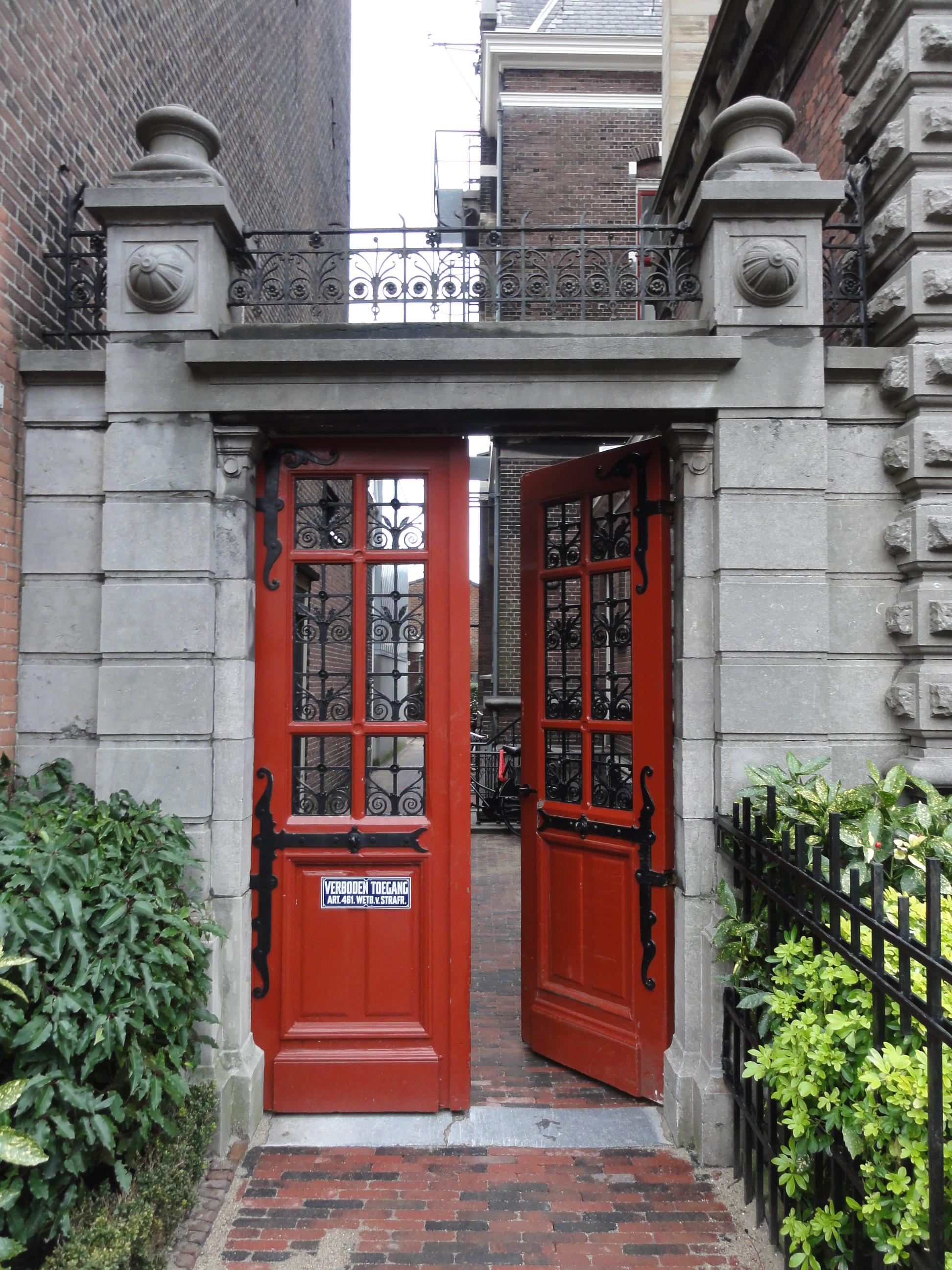
Poort naar het Paviljoenshof

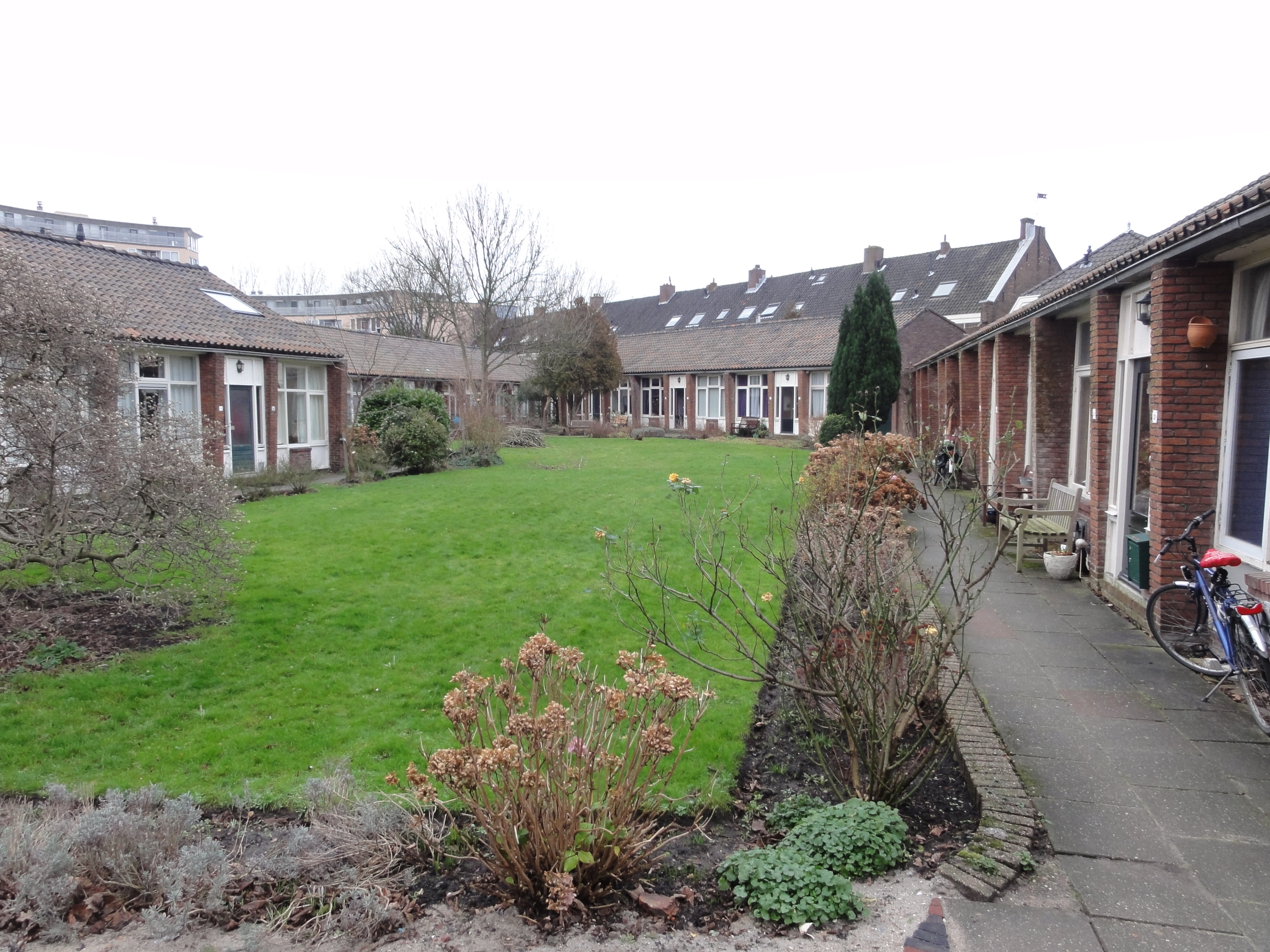
Paviljoenshof

Het Paviljoenshof is een complex woningen in de Nederlandse stad Leiden. Het hof is te bereiken door een poortje tussen de naar de opdrachtgever Arnold Kroon genaamde Villa de Kroon en café Eigenzorg aan de Stationsweg. Het complex bestaat uit 33 aaneengesloten hofjeswoningen verdeeld over 4 rijtjes met een gemeenschappelijke binnentuin.
De Kroonvilla aan de Stationsweg 25 te Leiden, is in 1897-1898 gebouwd naar een ontwerp van Christiaan Bernhard Posthumus Meyjes (1858-1922) in een tijd dat de Stationsweg nog deel uitmaakte van een deftige buitenwijk, waaraan nu weinig meer herinnert. Opdrachtgever was Arnold Kroon; leraar, doctor in de filosofie en van 1897 tot 1902 wethouder Voorbereiding Onderwijszaken in Leiden. Posthumus Meyjes maakte één ontwerp voor Stationsstraat 23 tot 27. De Kroonvilla grenst direct aan nummer 23, tussen nummer 25 en 27 bevindt zich een poortje. De zoon van Arnold Kroon was Just Emile Kroon (Leiden, 3 december 1880 - Oegstgeest, 8 december 1956). Hij woonde tot 1951 in de Kroonvilla, waarna het woonhuis aan zijn oorspronkelijke bestemming werd onttrokken en in gebruik werd genomen als kantoor.
Het poortje naast de villa leidde oorspronkelijk naar een grote tuin achter het huis, waarin na 1951 een complex kleine woningen voor alleenstaanden werd gebouwd, ‘t Paviljoenshof.